# Stade du Commonwealth
Pour les articles homonymes, voir Commonwealth Stadium.
Le stade du Commonwealth (anglais : Commonwealth Stadium) est un stade situé à Edmonton (Alberta). Construit en 1978, il offre une capacité de 60 081 places, ce qui en fait le deuxième plus grand stade au Canada. Il est principalement utilisé par l'équipe locale de la Ligue canadienne de football, les Elks d'Edmonton.
Le stade du Commonwealth accueille également des matchs d'équipes nationales, telle que l'équipe nationale de rugby à XV, mais aussi la Coupe du monde de football des moins de 20 ans en 2007.
U2, Pink Floyd, David Bowie, les Rolling Stones, The Police et Beyoncé ont présenté des spectacles.

## Événements
- Jeux du Commonwealth de 1978
- Universiade d'été 1983
- Coupe Grey, 1984, 1997, 2002 et 2010
- Championnats du monde d'athlétisme 2001
- Coupe du monde de football féminin des moins de 19 ans 2002
- Classique Héritage de la LNH, 22 novembre 2003
- Churchill Cup de rugby à XV, 2004, 2005 et 2006
- Coupe du monde féminine de rugby à XV 2006
- Coupe du monde de football des moins de 20 ans 2007
- Coupe du monde de football féminin 2015
- Visite du Pape François le 26 juillet 2022[1]

## Galerie

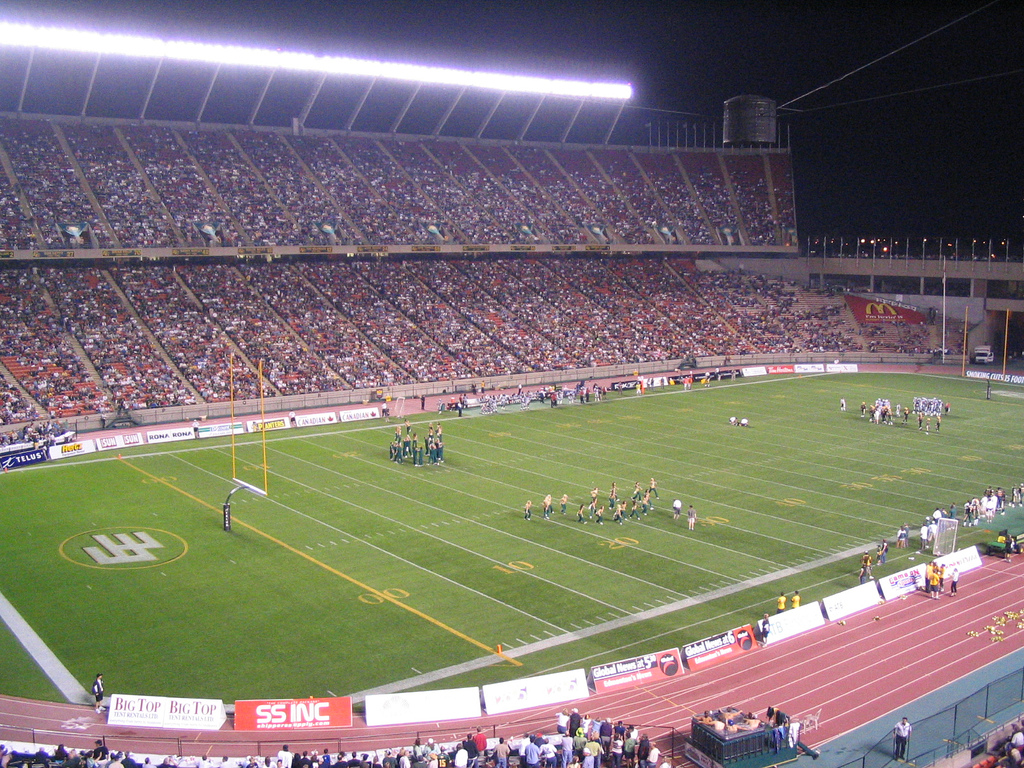
Commonwealth Stadium
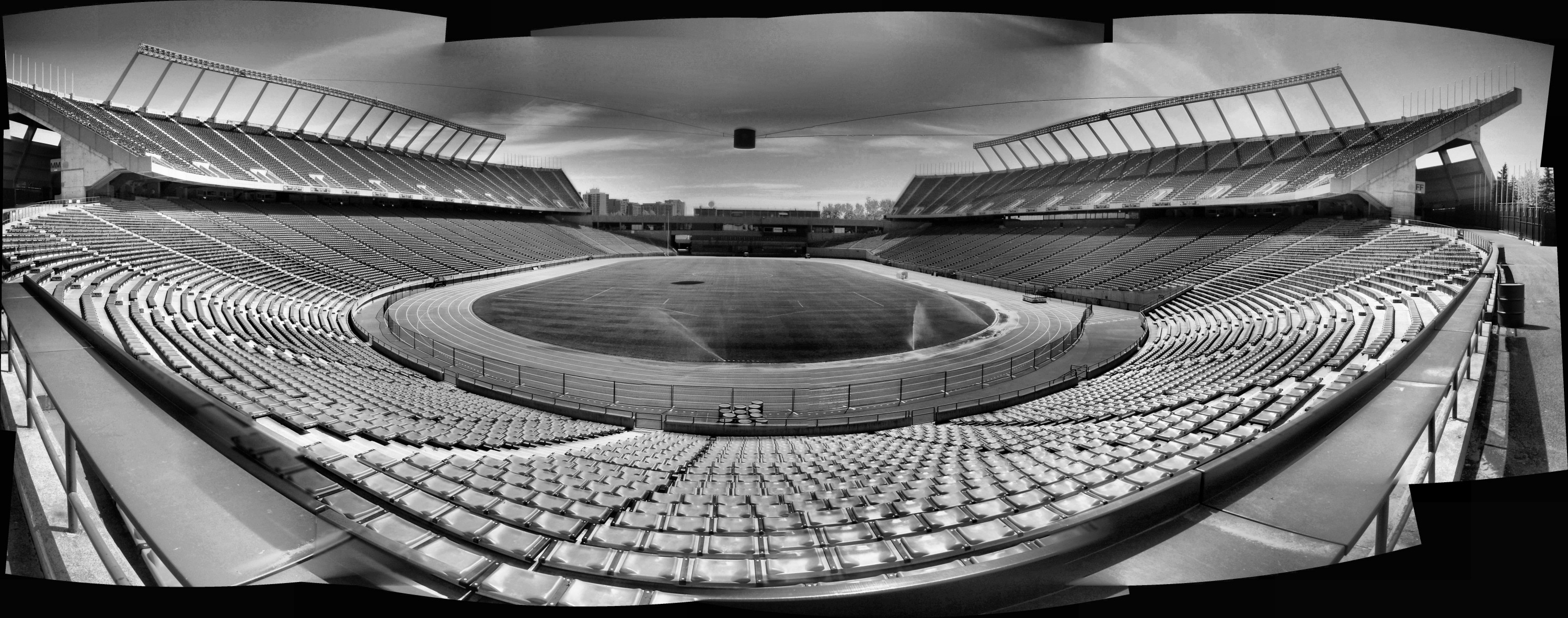
Panorama